# Sahtu Region
Die Sahtu Region ist eine von fünf Verwaltungsregionen in den Nordwest-Territorien, Kanada. Die Region besteht aus fünf Gemeinden. Das Regionalbüro befindet sich in Norman Wells. Abgesehen von Norman Wells sind alle Gemeinden vor allem von First Nations besiedelt.
Im östlichen Teil der Region, um den Großen Bärensee wurde im Jahr 2016 ein Biosphärenreservats der UNESCO eingerichtet. Das Biosphärenreservat Tsá Tué umfasst dabei eine Fläche von rund 93.300 km².

## Distrikte
Die Sahtu Region gliedert sich in drei Distrikte:
- Deline (Nordosten)
- Tulita (Süden)
- K’ahsho Got’ine (Nordwesten)

## Gemeinden
In der Verwaltungsregion gibt es die nachfolgenden Gemeinden:
| Colville Lake  | Settlement (Siedlung) | 149 | 129 |
| Déline         | Charter community a   | 472 | 533 |
| Fort Good Hope | Charter community a   | 515 | 516 |
| Norman Wells   | Town (Kleinstadt)     | 727 | 778 |
| Tulita         | Hamlet (Weiler)       | 478 | 477 |